# Sławomir Smołokowski
Sławomir Smołokowski, właśc. Wiaczesław Smołokowski (ur. 1954 w Zaporożu) – polski przedsiębiorca ukraińskiego pochodzenia, z wykształcenia muzyk.

## Życiorys
Przed 1985 r. mieszkał w ZSRR, gdzie pracował w wyuczonym zawodzie, m.in. współpracował z Sofią Rotaru. Od początku działalności biznesowej jego najbliższym współpracownikiem był Grigorij Jankilewicz. W latach 1990. handlowali importowanym do Rosji towarami (AGD, RTV, odzież i in.). W Tiumeniu na Syberii zaczęli handlować z przedsiębiorcami sektora naftowego, którzy przez niedostatek gotówki rozliczali się ropą, którą potem Smołokowski z Jankilewiczem sprzedawali w Europie.
Towary sprzedawane w Rosji importował z Polski, tam też się ożenił i otrzymał w 1993 obywatelstwo, przyjmując imię Sławomir. Wraz z Jankilewiczem i dwoma innymi biznesmenami założył spółkę J&S, która zajmowała się dostawami ropy do Polski, a pod koniec lat 1990. jej udział w polskim rynku wynosił ok. 90%. W związku z brakiem perspektyw rozwoju polskiego rynku obaj w 2004 roku założyli w Szwajcarii Mercuria Energy Group.
W 2021 zajął 31. miejsce na liście najbogatszych Polaków magazynu „Forbes” z majątkiem wycenianym na 1,7 mld zł.